# Leonard Lorenz

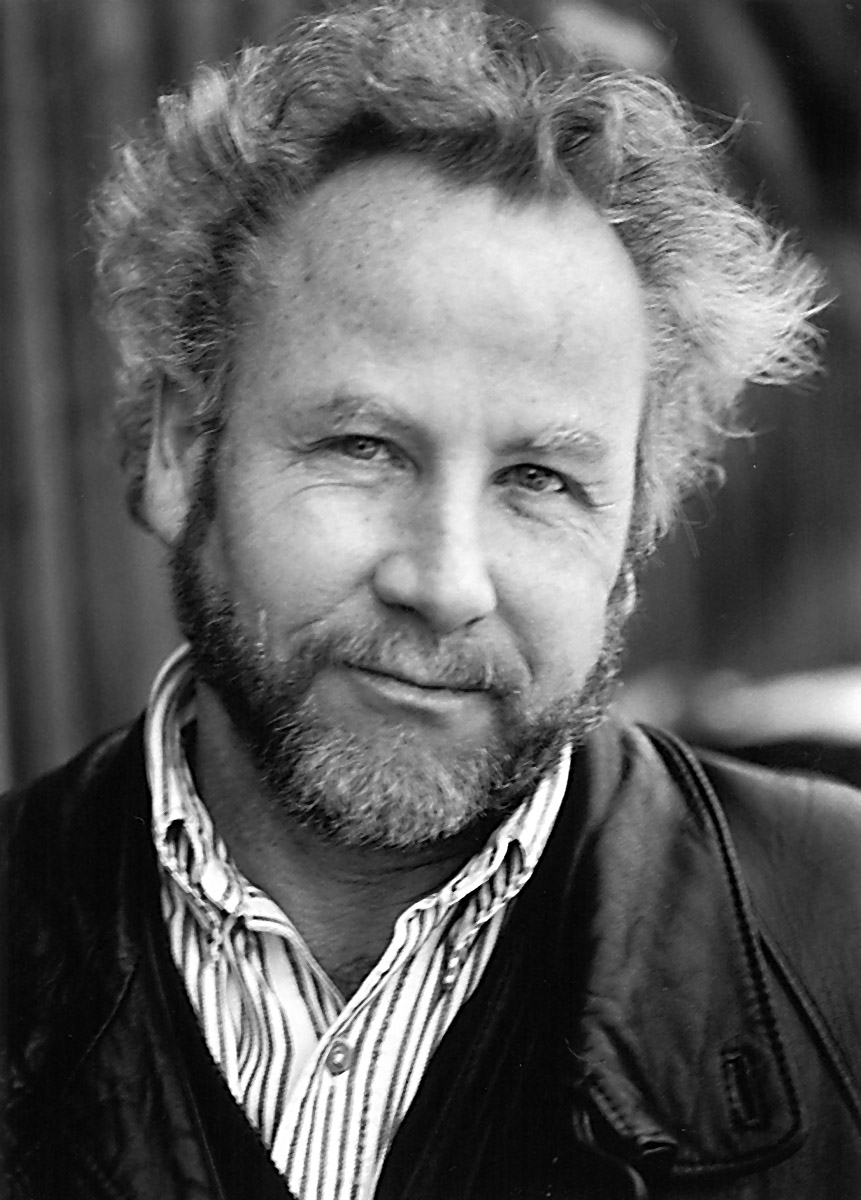
Leonard Lorenz (2016)

Leonard Lorenz (* 28. Februar 1948 in Tristach, Tirol) ist ein österreichischer Bildhauer und Maler. Seine Skulpturen und Gemälde wurden in internationalen Kunstausstellungen in Europa und den USA gezeigt. Er lebt und arbeitet in Neufahrn bei Hohenschäftlarn, Kreis München, wo sich auch sein Atelier, das „Artforum Lorenz“, befindet.

## Leben
Leonard Lorenz – vor seiner Namensänderung im Jahr 1983 Lorenz Wendlinger – wurde als zweiter Sohn einer Bauernfamilie in Tristach, Tirol, geboren. Im Alter von dreizehn Jahren fasste er den Entschluss, Künstler zu werden. Es entstanden die ersten autodidaktischen Schnitzereien, unter ihnen der 1963 geschaffene Korpus einer Christusfigur am Kreuz. Von 1964 bis 1968 absolvierte er eine Holzbildhauerlehre an der staatlichen Holzbildhauerschule Elbigenalp. Von 1970 an studierte er an der Akademie der Bildenden Künste München, zunächst bei Georg Brenninger und dann als Meisterschüler bei Hans Ladner. 1976 schloss er sein Studium mit Diplom „mit hervorragender künstlerischer Leistung“ ab und war zuerst in Osttirol und dann in München als freischaffender Künstler tätig.
Als tiefgreifenden Wandel und Umbruch erlebte Lorenz die Zeit nach 1989, nachdem eine Lebenskrise zu gesundheitlichen Problemen vor allem mit den Augen geführt hatte und ihn zwang, eine Auszeit zu nehmen. Er konnte nicht mehr dreidimensional sehen, und das bildhauerische Arbeiten war bis zur Genesung längere Zeit nicht möglich. Er wandte sich stattdessen verstärkt der Malerei zu und maß ihr dezidiert von 1996 an denselben Stellenwert zu wie der Skulptur – viele seiner Bildwerke korrespondieren als inhaltsweisende Komponente mit der Plastik.
Seit Mitte der 1990er-Jahre arbeitet er in seinem Atelier in Neufahrn bei München, aus dem 2005 das „Artforum Lorenz“ entstand. Im selben Jahr heiratete er die Violinistin Andrea Schumacher, die am Mozarteum in Salzburg ihr Musikstudium absolvierte und seit 2002 Mitglied des Münchener Kammerorchesters ist. Lorenz und Schumacher haben einen Sohn (* 2005). Im „Artforum Lorenz“ veranstalten sie regelmäßig Kulturprogramme, in denen bildende Kunst, Musik und Literatur eine Symbiose eingehen.

## Werk

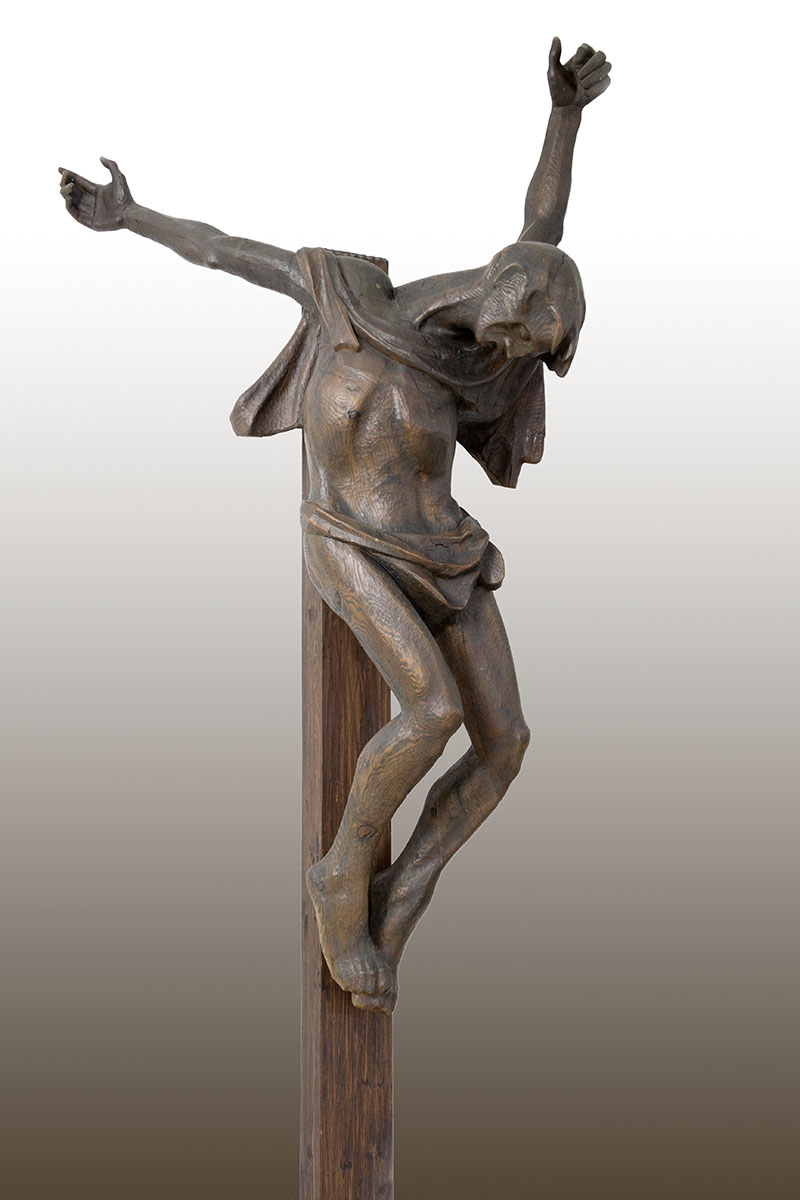
Korpus, erstes freies Werk von Leonard Lorenz nach der Schnitzschule (1969/1970)

In der Schnitzschule Elbigenalp lernte Leonard Lorenz zunächst den grundlegenden Weg zur Anatomie nach plastischen Vorlagen kennen, allerdings gab es dort noch kein freies Arbeiten. Die Darstellung eines „Christus am Kreuz“ für die 1971 errichtete Totenkapelle der Pfarrkirche in Tristach bedeutete für den 23-Jährigen erstmals nach der Gesellenprüfung 1968 öffentlich „die Ebene konformer Muster zu verlassen und die Freiheit der vielleicht auch provokanten Form nicht nur auf jeweilige Interpretationsvarianten zu belassen.“

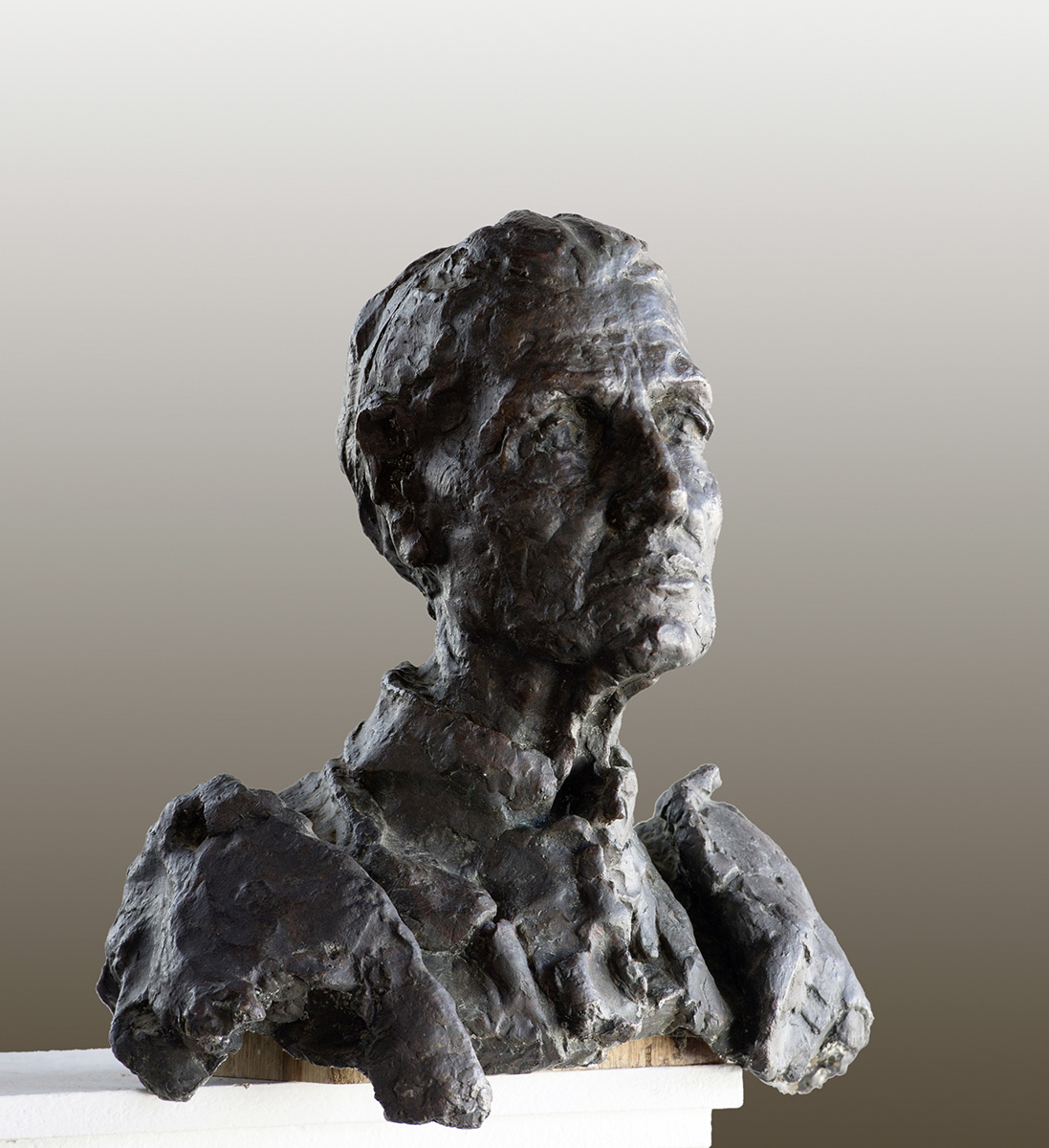
Leonard Lorenz: Portrait meiner Mutter

Mit dem Studium an der Akademie der Bildenden Künste München stand für Lorenz zunächst das lebende Modell im Vordergrund. Die Lehrauffassung seines Professors Hans Ladner war der Oskar Kokoschkas verwandt – „Sehen lernen von den Dingen“ – und beeinflusste Lorenz’ weiteres Schaffen. Das Studium der Natur, das Aktmodellieren und Begreifen eines Körpers nahmen eine gewichtige Rolle ein. Das Ergebnis waren lebensgroße Skulpturen, meist handmodelliert: Stehende, liegende, in sich verschlungene Männer und Frauen bildeten eine konzeptionelle Erfahrung mit der Plastizität des menschlichen Körpers. In der Malerei griff er diese anatomische Nähe auf und übertrug sie aus der Dreidimensionalität der Plastik in die Bildebene. Während seiner Zeit an der Akademie der Bildenden Künste zeigte sich ebenso seine Gabe des Porträtierens. So entstanden 1976 die Bronzeskulpturen Porträt meiner Mutter und eine Skulptur des italienischen Pater Pios, ein Auftragswerk nach Fotos.

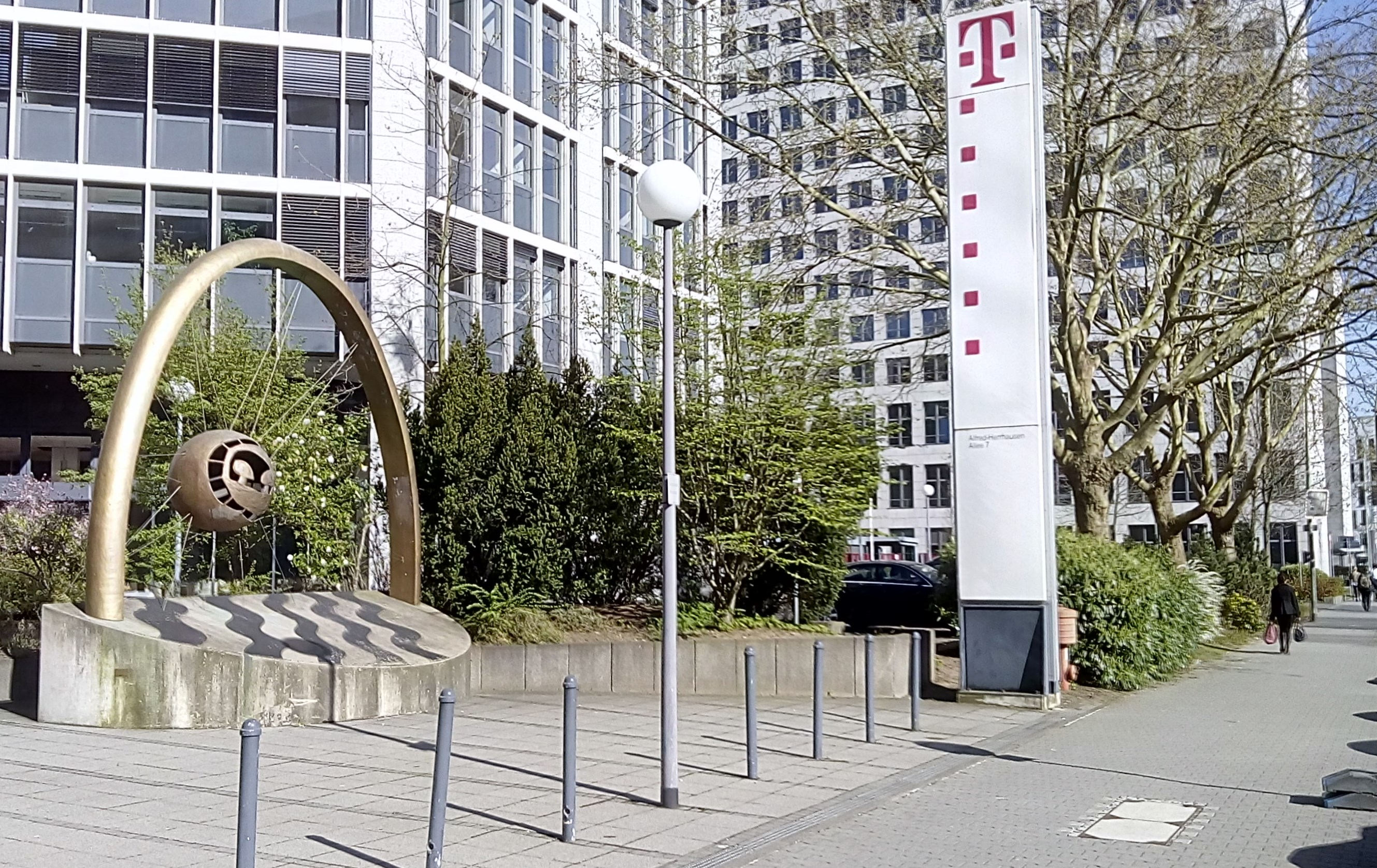
Bronzeskulptur Focus I von Leonard Lorenz, Telekom-Zentrale Frankfurt-Eschborn (1992)

Als freischaffender Künstler in München schuf er ab den 1980er Jahren seine ersten großen Arbeiten für öffentliche Auftraggeber. Dazu gehören die Figurenkomposition Metamorphose für die Frauenklinik in Innsbruck (1984–1986), die Bronzeskulpturen Focus I für die Deutsche Telekom in Frankfurt-Eschborn (1992) und Focus II für die Gemeinde Langenargen am Bodensee (1994) sowie Katalyse, ein Auftragswerk der Ludwig-Maximilians-Universität München zu Ehren des Chemie-Nobelpreisträgers Professor Gerhard Ludwig Ertl (2008).
Durch die Bekanntschaft mit Josef Zenzmaier lernte Leonard Lorenz eine neue Technik des Bronzegusses kennen. Für seine Arbeiten, die daraufhin entstanden, wurde er 1983 mit dem Wiener Festwochenpreis für Bronzeplastik ausgezeichnet, 1991 erhielt er den Ehrenpreis der Stadt Salzburg. Das Interesse des Publikums spiegeln auch zahlreiche Stationen seiner Ausstellungspräsenz wider. 1970, also im ersten Semester als Akademiestudent, reüssierte er in seiner ersten Einzelausstellung mit 28 Exponaten in der Städtischen Galerie in Lienz. Es folgten Einzelausstellungen und Beteiligungen an Präsentationen, wie 1978 im Georg-Trakl-Haus in Salzburg, 1981 und später 1991 im Münchner Haus der Kunst; 1984 beim Carinthischen Sommer in Ossiach, 1986 in der Münchner Residenz, 1988 auf Schloss Bruck in Lienz. Des Weiteren auf Einladung 1989 eine viel beachtete Einzelausstellung in der Dome Gallery in New York und wiederholt in der Samuelis Baumgarte Galerie in Bielefeld. In den 1990er-Jahren waren seine Kunstwerke unter anderem auf der Art Frankfurt, in der Galerie M und LEO.COPPI Galerie in Berlin, auf der FIAC in Paris und der Art Basel zu sehen.

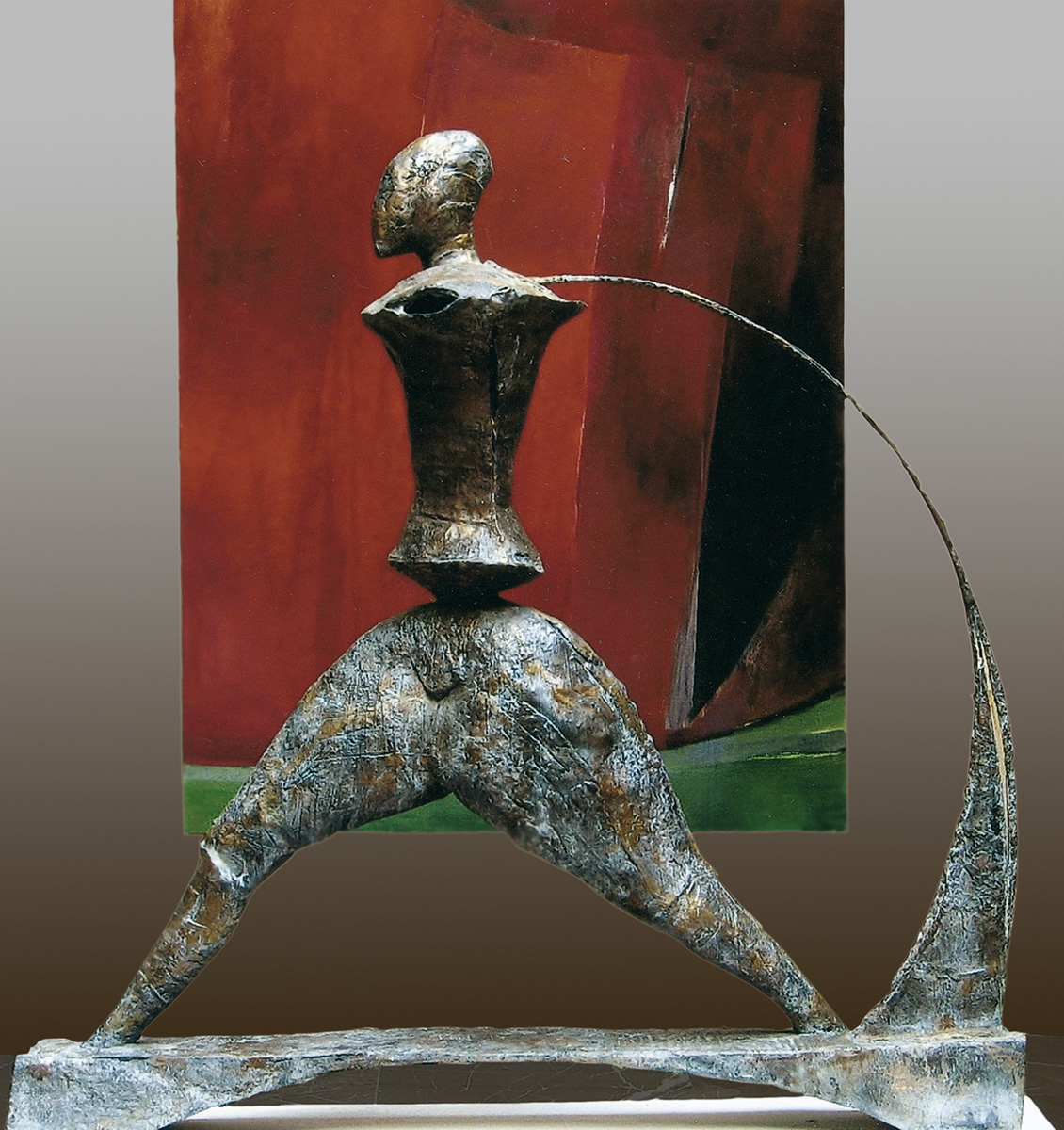
Überbrückung, Komposition: Bronze / Öl auf Leinwand von Leonard Lorenz (2002)

Seine Auseinandersetzung mit Autoren wie Franz Kafka und Dante Alighieri schlug sich in mehreren Werken nieder. So wurden 2004 in der Galleria La Pigna in Rom seine Gemälde zu Dantes Göttlicher Komödie gezeigt, zu Beatrice, Vergil und dem Purgatorium. Der Malerei denselben Stellenwert beizumessen wie der Skulptur, erwies sich für Lorenz nach eigenem Bekunden als Segen, „da sich dieses parallele Kunstschaffen gegenseitig enorm befruchtete“. Immer wieder ergeben sich ergänzende Momente, Klangräume, die mit dem Kolorit eine Vertiefung der plastischen Wirkung des Bildwerks erzeugen, so in der 2002 entstandenen Komposition Überbrückung.

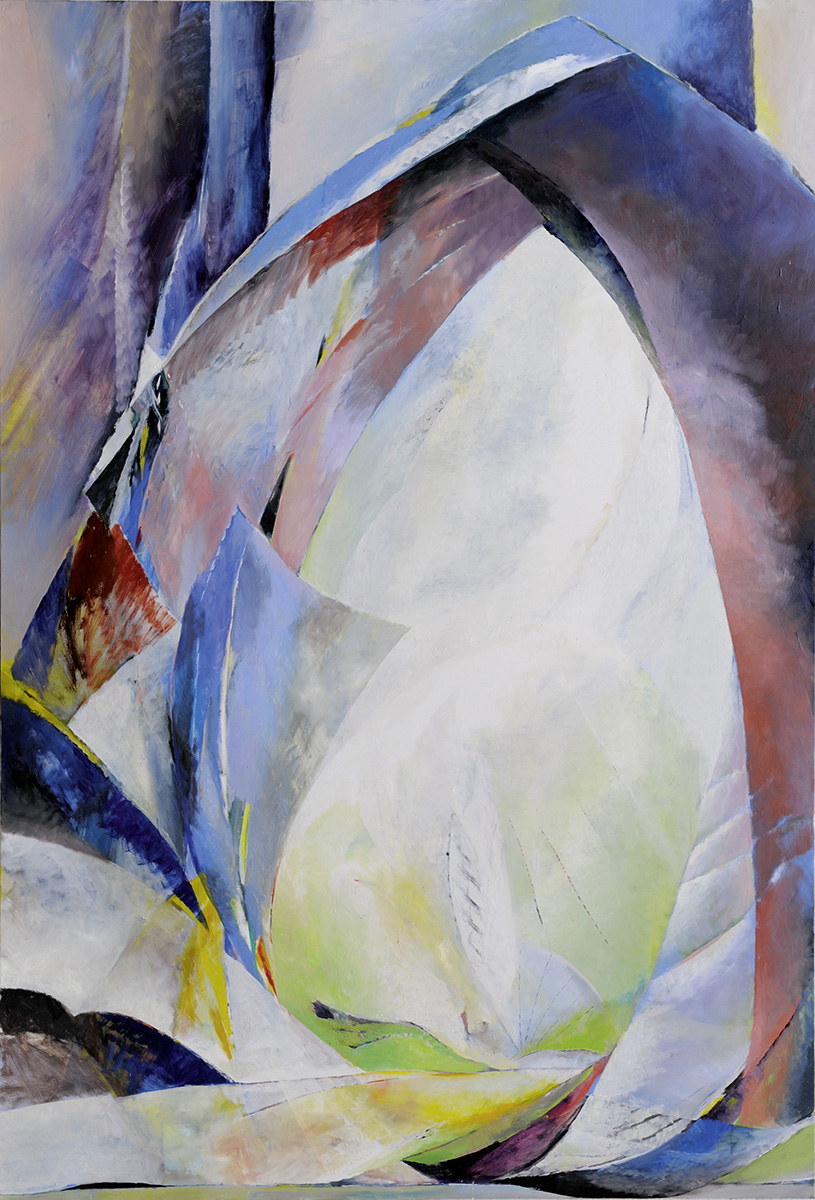
Aufbruch, Gemälde von Leonard Lorenz, Öl auf Leinwand (2011)

Die Bandbreite des skulpturalen und malerischen Werkes von Leonard Lorenz ist vielfältig und dennoch von einem formalen Leitgedanken getragen. Die Akkordierung von Objekt und Raum und das Wechselspiel von Volumen und Hülle, von Innen und Außen, werden zu Schlüsselpositionen seiner Intuition. Sein Werk regt viele Sinne an, bedingt durch seine vielschichtige Kreativität, die formal, aber vor allem auch inhaltlich zum Tragen kommt. Lorenz kritisiert mit seinen Werken nicht das Umfeld, vielmehr gesteht er sich ein, nur sich selbst verändern zu können und zu wollen, um damit einen Gegenpol zur Technokratie der Welt zu manifestieren. Sein Schaffen beschreibt er selbst als Zusammengehen von vita activa und vita contemplativa. Der Ausstieg aus der „betriebsamen Zeitdynamik“ bedeutet für ihn die Chance, ein differenziertes und vielschichtiges Potential zu erarbeiten, was seines Erachtens nur aus einem vertieften Verständnis von sich selbst entspringen kann. Erst der nach innen gerichtete Blick ermöglicht es Lorenz zufolge, „tief sitzenden und oft kaum greifbaren Mustern auf die Spur zu kommen, um vor sich selbst dann etwas glaubwürdig Neues zu schaffen“. Damit setzt er sich gegenüber einem pseudomodernen Kunstschaffen ab, das dem Zeitgeist und den Vorstellungen des Kunstmarkts zu entsprechen versucht: „Es gibt für mich nur Authentizität, somit stellt sich die Frage nach Modernsein nicht mehr.“

## Auszeichnungen
- 1983: Wiener Festwochenpreis für Bronzeplastik
- 1991: Ehrenpreis der Stadt Salzburg

## Öffentliche Aufträge (Auswahl)
- Porträt Shackleton, Reinhold Messner Museum, Bozen, Italien
- Focus I. Telekomzentrale, Frankfurt am Main, Deutschland
- Metamorphose. Wandplastik Frauenklinik Innsbruck, Österreich
- Katalyse. Ludwig-Maximilians Universität, München, Deutschland
- Schmetterlingsbrunnen. Lienz, Österreich
- Focus II. Langenargen (Bodensee), Deutschland
- Transparenz des Seins. Landtag Klagenfurt, Österreich
- o.T. Brunnen. Erfurt, Deutschland
- Dolomitengolf. Brunnen. Lavant, Österreich

## Ausstellungen (Auswahl)
- 2011: Hochschule für Musik, München (Einzelausstellung)
- 2010: Hofburg, Innsbruck (Einzelausstellung)
- 2008: Galerie Kunsthalle Hosp, Nassereith (Einzelausstellung)
- 2006: Maluramuseum, Oberdießen (Einzelausstellung)
- 2005: Hochschule für Musik, München (Einzelausstellung)
- 2004: Galerie la Pigna, Rom (Einzelausstellung)
- 2002: Galerie Groll Naarden, Niederlande (Einzelausstellung)
- 1999: Galerie Spitalskirche Lienz (Einzelausstellung)
- 1996: Galerie Ludwig Lange, Berlin (Einzelausstellung)
- 1995: Fiac, Paris
- 1994: Art Frankfurt
- 1994: Salon de Mars, Paris
- 1993: Art Frankfurt
- 1992: Samuelis Baumgarte Galerie, Bielefeld (Einzelausstellung)
- 1992: Städtische Galerie, Lienz (Einzelausstellung)
- 1992: „Galerie M“, Nationalgalerie Berlin (Einzelausstellung)
- 1992: Galerie Leo Coppi, Berlin
- 1991: Haus der Kunst, München
- 1990: Art Hamburg
- 1989: Samuelis Baumgarte Galerie, Bielefeld (Einzelausstellung)
- 1989: Bildhauergalerie Messer-Ladwig, Berlin (Einzelausstellung)
- 1989: Dome Gallery, New York (Einzelausstellung)
- 1988: Galerie Zentrum, Wien
- 1988: Schloss Bruck, Lienz (Einzelausstellung)
- 1988: Art Basel
- 1987: Haus der Kunst, Kunst 87, München
- 1986: Edition de Beauclaire, München
- 1986: Residenz München (Einzelausstellung)
- 1985: Galerie Ruf, München
- 1984: Carinthischer Sommer, Ossiach, Österreich (Einzelausstellung)
- 1983: Galerie Orangerie, Wien
- 1983: Galerie Heseler, München
- 1982: Tiroler Kunstpavillon, Innsbruck (Einzelausstellung)
- 1982: Städtische Galerie Lienz (Einzelausstellung)
- 1981: Galerie Neuhausen, München (Einzelausstellung)
- 1981: Haus der Kunst München
- 1978: Georg Trakl Haus, Salzburg
- 1970: Städtische Galerie, Lienz (Einzelausstellung)

## Veröffentlichungen (Auswahl)
- Leonard Lorenz: … wie ein Spiel aus der Tiefe geboren … Vom langen Atem für die Kunst; Skulpturen und Gemälde 1963–2013. Mit Anmerkungen von Gert Ammann, Rudolf Seitz und Heinz Friedrich. München 2013, ISBN 978-3-87490-755-2.